# Bill Miele
William „Bill“ Miele  (* 22. Januar 1952; † 25. April 2023) war ein US-amerikanischer Jazzmusiker (Kontrabass, E-Bass, auch Komposition).

## Leben
Miele war ab den 1980er-Jahren in der Jazzszene der amerikanischen Ostküste aktiv; so gehörte er der Jazz- und Fusion-Band Coleus um den Saxophonisten Bobby Greene an, die mehrmals im Monat in der Gegend von New Bedford spielte. Des Weiteren arbeitete er mit vielen Mitgliedern der Musikszene in Providence, darunter John Allmark, Greg Abate (Monsters in the Night, 2006), Matt Quinn und Dan Moretti (That‘s Right, 1999). Für das Label Whaling City Sound von Neal Weiss entstanden weitere Aufnahmen mit The Whaling City Sound Superband, bestehend aus ehemaligen Mitgliedern von Coleus (A Killer Wail), Sarah Brooks (Under the Bones of the Great Blue Whale) und der Band The Psychic Horns. Außerdem war er an Aufnahmen von Bill Harley und Dori Rubbicco beteiligt. In seinen letzten Jahren, die von Krankheit überschattet waren, gehörte er noch dem Trio des Gitarristen Jim Robitaille an (Space Cycles, 2020). Im Bereich des Jazz war er laut Tom Lord zwischen 1985 und 2020 an neun Aufnahmesessions beteiligt.